# Łuk tętniczy okołonerkowy
Łuk tętniczy okołonerkowy – w anatomii człowieka łuk naczyniowy obejmujący brzeg boczny nerki, który zaopatruje w krew torebkę tłuszczową nerki. 
Składają się na niego:
- gałęzie torebkowe tętnic międzyzrazikowych nerki
- gałęzie tętnic nadnerczowych środkowych
- gałązki odchodzące od tętnicy jądrowej lub jajnikowej
- gałązki tętnic okrężniczych
- gałązki tętnic lędźwiowych

Łuk tętniczy nie jest w stanie przejąć funkcji tętnicy nerkowej w zaopatrywaniu nerki w krew w przypadku uszkodzenia tej tętnicy.